# LITE-Leder
LITE (Low Impact To Environment) ist ein Zertifikat für umweltfreundlich produziertes Leder. Das LITE-Label dürfen alle Lederprodukte tragen, die mit besonders geringem Energieaufwand und Wasserverbrauch hergestellt wurden. Grundlage der Zertifizierung ist ein „CO2-Fußabdruck“, der den Kohlendioxid-Ausstoß pro hergestellten Quadratmeter Leder dokumentiert. Die LITE-Standards orientieren sich an Berechnungen des BLC Leather Technology Centre zum durchschnittlichen Energie- und Wasserverbrauch der Branche. LITE-Produkte werden mit rund 35 Prozent weniger Energie und 50 Prozent weniger Wasser hergestellt. 
Schuhhersteller wie Timberland, New Balance, Hush Puppies, Reef, Simple Shoes oder Keen haben Schuhe mit LITE-Leder auf den Markt gebracht. Das Label wird von der Deutschen Investitions- und Entwicklungsgesellschaft, ein Unternehmen der KfW Bankengruppe, mit Mitteln des Bundesministerium für wirtschaftliche Zusammenarbeit und Entwicklung (BMZ) unterstützt. LITE wurde vom deutsch-chinesischen Lederproduzenten ISA Tan Tec initiiert.